# Agrilus maculicollis
Agrilus maculicollis es una especie de insecto del género Agrilus, familia Buprestidae, orden Coleoptera.
Fue descrita científicamente por Gory & Laporte, 1837.